# 팀 마스트나크
팀 마스트나크(슬로베니아어: Tim Mastnak, 1991년 1월 31일~)는 슬로베니아의 스노보드 선수로 주 종목은 평행대회전과 평행회전이다. 2022년 동계 올림픽 평행대회전 종목에서 은메달을 획득했다.